# Ephemeral Gaze
《2024 TAEMIN WORLD TOUR 'Ephemeral Gaze'》는 대한민국의 음악 그룹 샤이니의 멤버인 태민의 네 번째 콘서트 투어이다.

## 개요
2024년 7월 14일, 〈2024 TAEMIN FANMEETING [Never-Never]〉의 마지막 공연 종료 후, 태민의 솔로 데뷔 10주년을 기념하는 미니 앨범 5집 발표와 첫번째 월드투어를 선언하는 티저 영상을 공개하였고, 뒤이어 빅플래닛메이드엔터 내의 태민 공식 SNS를 통해 월드 투어 일정을 발표하였다. 티켓 예매는 인터파크티켓을 통해 23일에는 팬클럽 선예매가, 26일에는 일반 예매가 진행되었다.

## FINALE
2025년 3월 8일, X를 포함한 공식 SNS를 통해 월드 투어의 대미를 장식하는 2일 간의 서울 앙코르 일정을 공지하였고 7일 뒤인 17일에 팬클럽 선행 예매가 19일에는 일반 예매가 YES24를 통해 진행되었다.
태민은 솔로 데뷔 이래 최초로 가진 해당 월드 투어를 통해 약 27만여명의 누적 관객을 기록하였다.

## 투어 일정
| 일정             | 도시         | 국가       | 장소                      | 관객 동원     |
| 아시아           | 아시아       | 아시아     | 아시아                    | 아시아        |
| ---------------- | ------------ | ---------- | ------------------------- | ------------- |
| 2024년 8월 31일  | 인천         | 대한민국   | 인스파이어 아레나         | 통산 18,000명 |
| 2024년 9월 1일   | 인천         | 대한민국   | 인스파이어 아레나         | 통산 18,000명 |
| 2024년 9월 7일   | 쿠알라룸푸르 | 말레이시아 | 멜라와티 인도어 스타디움  | 6,000명       |
| 2024년 9월 12일  | 타이베이     | 대만       | NTSU 아레나               | 12,000명      |
| 2024년 9월 21일  | 도쿄         | 일본       | 도쿄 체육관               | 통산 27,000명 |
| 2024년 9월 22일  | 도쿄         | 일본       | 도쿄 체육관               | 통산 27,000명 |
| 2024년 9월 23일  | 도쿄         | 일본       | 도쿄 체육관               | 통산 27,000명 |
| 2024년 9월 28일  | 방콕         | 태국       | 아이디어 라이브           | 3,000명       |
| 2024년 10월 5일  | 홍콩         | 홍콩       | 아시아 월드 엑스포 홀 10  | 3,000명       |
| 2024년 10월 19일 | 후쿠오카     | 일본       | 후쿠오카 컨벤션 센터      | 통산 20,000명 |
| 2024년 10월 20일 | 후쿠오카     | 일본       | 후쿠오카 컨벤션 센터      | 통산 20,000명 |
| 2024년 10월 26일 | 자카르타     | 인도네시아 | 이스토라 세나얀           | 3,000명       |
| 2024년 11월 9일  | 싱가포르     | 싱가포르   | 아레나 @ 엑스포 홀 7      | 4,000명       |
| 2024년 11월 24일 | 마닐라       | 필리핀     | 스마트 아라네타 콜로세움  | 8,000명       |
| 2025년 1월 4일   | 마카오       | 마카오     | 스튜디오 시티 이벤트 센터 | 6,000명       |
| 북아메리카       |              |            |                           |               |
| 2025년 1월 28일  | 멕시코시티   | 멕시코     | 펩시 센터 WTC             | 3,000명       |
| 남아메리카       |              |            |                           |               |
| 2025년 2월 1일   | 상파울로     | 브라질     | 비브라 상파울로           | 7,000명       |
| 2025년 2월 4일   | 산티아고     | 칠레       | 테아트로 콘포리칸         | 5,000명       |
| 북아메리카       |              |            |                           |               |
| 2025년 2월 13일  | 뉴욕         | 미국       | 킹스 시어터               | 3,000명       |
| 2025년 2월 16일  | 시카고       | 미국       | 시카고 극장               | 3,000명       |
| 2025년 2월 18일  | 휴스턴       | 미국       | 스마트 파이낸셜 센터      | 6,000명       |
| 2025년 2월 21일  | 오클랜드     | 미국       | 파라마운트 시어터         | 3,000명       |
| 2025년 2월 23일  | 잉글우드     | 미국       | KIA 포럼                  | 12,000명      |
| 유럽             |              |            |                           |               |
| 2025년 3월 4일   | 헬싱키       | 핀란드     | 헬싱키 아이스 홀          | 8,000명       |
| 2025년 3월 7일   | 프랑크푸르트 | 독일       | 슈텐트할레 오펜바흐       | 3,000명       |
| 2025년 3월 9일   | 런던         | 영국       | 트록시 극장               | 3,000명       |
| 2025년 3월 11일  | 틸뷔르흐     | 네덜란드   | 013 팝포디엄              | 3,000명       |
| 2025년 3월 12일  | 파리         | 프랑스     | 제니스 파리 라빌레트      | 7,000명       |
| 2025년 3월 15일  | 브뤼셀       | 벨기에     | @ING 아레나               | 12,000명      |
| 2025년 3월 18일  | 맨체스터     | 잉글랜드   | @AO 아레나                | 10,000명      |
| 북아메리카       |              |            |                           |               |
| 2025년 3월 22일  | 호놀룰루     | 미국       | 블레이스델 아레나         | 8,000명       |
| 아시아           |              |            |                           |               |
| 2025년 4월 5일   | 동경         | 일본       | 아리아케 아레나           | 통산 24,000명 |
| 2025년 4월 6일   | 동경         | 일본       | 아리아케 아레나           | 통산 24,000명 |
| 2025년 4월 19일  | 고베시       | 일본       | 고베 월드 기념 홀         | 통산 10,000명 |
| 2025년 4월 20일  | 고베시       | 일본       | 고베 월드 기념 홀         | 통산 10,000명 |
| 2025년 4월 26일  | 서울         | 대한민국   | 올림픽체조경기장(FINALE)  | 통산 20,000명 |
| 2025년 4월 27일  | 서울         | 대한민국   | 올림픽체조경기장(FINALE)  | 통산 20,000명 |

## 세트 리스트
- Opening VCR -
- Deja Vu
- Guilty
- Advice

- Ment -
- Goodbye
- 이데아 (IDEA:理想)
- Heaven

- VCR #2 -
- I'm Crying (KR)
- Clockwork
- 제자리 (Not Over You)

- Ment -
- The Unknown Sea
- Blue

- VCR #3 -
- G.O.A.T
- The Rizzness
- Sexy In The Air

- Ment -
- MOVE
- WANT
- Criminal
- Horizon

- Encore -
- 괴도 (Danger)
- Crush

- Ment -
- Say Less

- Ending -

- Opening VCR -
- Guess Who
- Sexuality
- Sexy In The Air

- Ment -
- G.O.A.T
- The Rizzness

- VCR #2 -
- Bones
- Advice

- Ment -
- Guilty
- 일식 (Black Rose)
- 이데아 (IDEA:理想)
- Heaven

- VCR #3 -
- 사랑인 것 같아 (I Think It's Love)
- Soilder
- The Unknown Sea

- Ment -
- MOVE
- WANT
- Criminal
- Horizon

- Encore -
- Press Your Number
- Crush

- Ment -
- Rise (이카루스)

- Ending -

## 제작
- 주최, 주관 : 빅플래닛메이드엔터, 밝은누리
- 제작 : 밝은누리